# Stenbittjärnen (Lycksele socken, Lappland)
Stenbittjärnen är en sjö i Lycksele kommun i Lappland och ingår i Umeälvens huvudavrinningsområde. Sjön har en area på 0,119 kvadratkilometer och ligger 313,6 meter över havet.

## Delavrinningsområde
Stenbittjärnen ingår i det delavrinningsområde (717112-165422) som SMHI kallar för Mynnar i Nedre Arvträsket. Medelhöjden är 300 meter över havet och ytan är 31,85 kvadratkilometer. Det finns inga avrinningsområden uppströms utan avrinningsområdet är högsta punkten. Ekmyrbäcken som avvattnar avrinningsområdet har biflödesordning 4, vilket innebär att vattnet flödar genom totalt 4 vattendrag innan det når havet efter 144 kilometer. Avrinningsområdet består mestadels av skog (93 procent). Avrinningsområdet har 0,22 kvadratkilometer vattenytor vilket ger det en sjöprocent på 0,7 procent.